# 타원을 그리는 법
《타원을 그리는 법》은 매주 월요일 섬멍이 다음 웹툰에서 연재하는 웹툰이다.